# 学术腐败
学术腐败通常指学术界出现的种种不良现象，国际上通常称学术不端（Academic Misconduct）或学术不诚实（Academic Dishonesty），又称学术欺诈、学术诈骗、学术欺骗，可泛指涉任何形式的與学术相關的詐欺行为。

## 词源
腐败通常是指政府官员而不是学者的不良行为，主要指剽窃，伪造数据等等，也包括学生（从小学生到大学生）的舞弊抄袭行为，在美國由於大學學費昂貴競爭也十份激烈，能夠走特殊管道進入私校者也在此列。而“学术腐败”一词通常并不包括学生的一般舞弊行为，也无常见的外语对应词汇，但在國外多數屬於不正行為。
从二十世纪九十年代起，基于中国大陆经济的快速发展，政府对于科学研究的投入也大大增加，对于大学科研成果的要求也有提高，許多人為了爭取有限的資源大舉投入欺詐手段。学术界的不良行为也随之增多，并越来越引起公众的注意。因此“学术腐败”一词在媒体上出现的机率也越来越高。新技術也會導致作弊成風，新冠病毒疫情期間，網路技術的發展使得學術不端大幅增加。
有的大陆学者认为“学术腐败”一词不妥，应由“学术不端”或“学术不良行为”代替。例如，中国科学技术协会的科技工作者道德与权益工作委员会就曾经对记者呼吁，改“学术腐败”为“学术不端”或“学术不良”行为。但也有学者认为由于这个词所指的不良行为远比“学术不端”一般所指的行为范围更广且更严重，不应简单的以“学术不端”来淡化
。

## 具体表现
学术腐败在个人，科研机构，和学术会议、期刊的表现上有所区别。
个人（包括学者和某些官员）的学术腐败的主要表现包括以下几种：
- 以行贿或其它不正当手段获得科研经费、奖项等侵吞、挪用科研经费。
- 欺骗：伪造简历，包括伪造论文记录、科研成果、学术头衔、所获奖项等。
- 造假：伪造实验结果、伪造数据、故意忽略对自己不利的事实、引用資料。
- 剽窃：未經許可襲他人学术成果，包括抄论文、抄学术著作、以“翻译”为“著作”等等。
- 由他人代寫論文。
- 一稿多投，或低技术含量重复别人或自己的成果。
- 包庇支持造假者。
- 作弊：在相關比賽或考試中用違反規則的方式獲取協助。例如，考试期间抄袭别人的答案、无創意的抄袭其他作者写的一篇报告。
- 破壞：用不正當的方式阻擾其他人的學術工作。

除此之外學術界並不完全是個象牙塔，尚有如研究受金錢或政治干預等問題存在，從事學術研究的人，跟所有其他行業的從業人員一樣，都會面臨利益衝突的問題，一些企業為了維護自己的利潤，因此可能會贊助某些學者的研究，使其作出有利自己企業的研究成果。在研究中，利益衝突可以透過財務或非財務的形式呈現，而研究人員也可能會自覺或不自覺地做出有利贊助者的偏見；另外，研究顯示，一個嘗試進行循證政策（evidence-based policy），也就是將其決策奠基於事實證據之上的政府，最後會導致受到扭曲的資料，而這是因為政府會嘗試獲取並控制知識產出的過程所致（即所謂的坎貝爾定律），這使得本來理應作為循證政策一部分的研究，其結果被扭曲成一些人所謂的「循政證據」（policy-based evidence）。
大学和科研机构會有如下的表現：
- 对举报置之不理。
- 以内部“调查”刻意掩盖丑闻。
- 丑化举报人，以转移公众的视线。

学术会议、期刊的学术腐败主要表现为：
- 利用学者急于发表论文的心态收取高额版面费。
- 不按正常学术惯例来审稿或不审稿。
- 直接或间接要求作者引用本会议、期刊的文章来增加引用率，以达到提高影响因子的作用。
- 因利益相关或私人交情，编辑对学术不端的举报不作为。

## 学术腐败案例

### 日本
- 日本學者鹿間時夫及下田信男誇大左鎮人絕對年代案
- 日本科研人员小保方晴子造假干细胞研究论文案[7]

### 韩国
- 韩国首爾大學獸醫系首席教授黃禹錫伪造幹细胞研究论文案

### 中国大陆
- 中科院院士石元春学术腐败案
- 河北省副省长杨汭博士论文抄袭案
- 石河子大学王欣欣、刘希里论文、专著抄袭案
- 2017年《肿瘤生物学》撤稿事件
- 2019年翟天临学术风波，即北京电影学院博士翟天临论文大段抄袭[8]。
- 2020年厦门大学、天津大学两硕士论文雷同事件。厦门大学的林鲤将其硕士论文卖给了天津大学的刘宇宸[9]。
- 2020年，南京艺术学院博士、杭州师范大学女教师郭彦努被曝出《浙江建筑》期刊论文与博士论文抄袭[10][11]。
- 2022年，厦门大学2019级博士生杨彦龙投稿《经济学》（季刊）文章《跨国技术授权、出口贸易策略选择与社会福利效果》剽窃蔡明芳和杨雅博2016年发表在台湾《經濟論文叢刊》的《技術授權與最適貿易政策》一文[12][13]。

### 台湾
- 台湾前屏東教育大學副教授陳震遠偽造論文案[14]
- 李眉蓁論文門
- 林媽利研究爭議
- 林智堅論文門
- 陳明通教授論文門
- 蔡英文學位門

## 反学术腐败活动

### 中国大陆
目前中国大陆没有一个有效的打击学术腐败的机制。这也是学术腐败在中国大陸泛滥的原因之一。事实上在美英等西方国家学术造假也不少，但由于高等教育系統成熟，被发现或揭发之后通常能够得到有效处理，被确认有学术不端行为的人通常在学术活动中会受到很大限制（如若干年不可以申请研究经费，不能在某些期刊上投稿，被解除学术职务等等），而且波及團隊成員甚至高層都要被調查，很少有人会铤而走险。相反的，在中国大陆，即使学术腐败的行为被揭露之后，僅有事主受到轻微处罚或也有可能毫发无损，特別是該造假團隊的其他重要成員可能仍然處在活動的狀態。而無辜的多數人卻要全部承擔更嚴苛的象徵性審查。
在这种情况下，出现了一些民间的打击学术腐败的力量。2006年由于对学术腐败的不满，中国大陆109位教授联名发出公开信，呼吁抵制学术腐败。
新语丝是民间打假的一个重要的组成部分。从2000年开始，新语丝上平均每年揭发近百起学术腐败案例，受到处理的只有大概1％。
有一些学者对民间的打假行为感到不安，反对以私人的身分进行学术打假（例如傅新元公开信事件）。